# Tucholsky-Preis (Schweden)
Der Tucholsky-Preis (schwedisch Tucholskypriset) ist eine Auszeichnung für Schriftsteller, die im eigenen Land verfolgt oder bedroht werden und daher im Exil leben. Die schwedische Sektion des internationalen Schriftstellerverbandes P.E.N. vergibt den mit 150.000 Kronen dotierten Preis seit 1985 im Gedenken an Kurt Tucholsky.

## Preisträger
| - 1985 Adam Zagajewski (1945–2021) - 1986 nicht verliehen - 1987 Don Mattera (1934/35–2022) - 1988 Sherko Bekas (1940–2013) - 1989 Augusto Roa Bastos (1917–2005) - 1990 Bei Dao (* 1949) - 1991 Nuruddin Farah (* 1945) - 1992 Salman Rushdie (* 1947) - 1993 Mirko Kovač (* 1938) - 1994 Taslima Nasrin (* 1962) - 1995 Sjirali Nurmuradov - 1996 Swetlana Alexijewitsch (* 1948) - 1997 Faraj Sarkohi (* 1947) - 1998 Vincent P. Magombe (* 1959) - 1999 Flora Brovina (* 1949) - 2000 Salim Barakat (* 1951) - 2001 Asiye Güzel Zeybek (* 1970) - 2002 Rajko Đurić (1947–2020) - 2003 Jun Feng | - 2004 Yvonne Vera (1964–2005) - 2005 Samir El-Jussef (* 1965) - 2006 Nasser Zarafshan (* 1946) - 2007 Faraj Bayradkar (* 1951) - 2008 Lydia Cacho (* 1963) - 2009 Dawit Isaak (* 1964) - 2010 Abdul Samey Hamed - 2011 Uladsimir Njakljajeu (* 1946) - 2012 Samar Yazbek (* 1970) - 2013 Masha Gessen (* 1967) - 2014 Muharrem Erbey (* 1969) - 2015 Arkadi Babtschenko (* 1977) - 2016 Aslı Erdoğan (* 1967) - 2017 Yassin al-Haj Saleh (* 1961) - 2018 Nasrin Sotudeh (* 1963) - 2019 Gui Minhai (* 1964) - 2020 Maria Ressa (* 1963) - 2021 Dmitri Strozew (* 1963) - 2022 Perhat Tursun (* 1969) - 2023 Serhij Zhadan (* 1974) |